# Centrale de Sherburne County
La centrale de Sherburne County est une centrale thermique alimentée au charbon située dans l'État du Minnesota aux États-Unis.